# Lake Arrowhead, Kalifornien
Lake Arrowhead är en ort (CDP) i San Bernardino County, i delstaten Kalifornien, USA. Enligt United States Census Bureau har orten en folkmängd på 12 424 invånare (2010) och en landarea på 45,9 km².